# Brendan Augustine
Brendan Augustine (ur. 26 października 1971 w East London) – południowoafrykański piłkarz grający na pozycji napastnika.

## Kariera
Karierę, którą zakończył w 2001 roku, spędził w RPA i w Austrii. Grał w trzech klubach – Bush Bucks FC, LASK Linz i Ajaxie Kapsztad, jednak w każdym z nich spędzał minimum 2 lata. W barwach LASK rozegrał 78 spotkań i zdobył 4 bramki w Bundeslidze. Karierę zakończył w roku 2001 po dwóch latach spędzonych w Ajaxie Kapsztad.
Grał również w reprezentacji RPA. Był członkiem jej ekipy na Mistrzostwa Świata 1998, gdzie zagrał w dwóch spotkaniach – w 56. minucie meczu z Francją został zastąpiony przez Helmana Mkhalele, zaś w pojedynku z Danią w przerwie zmienił go Alfred Phiri.